# Литвиновка (Тальменський район)
Литви́новка (рос. Литвиновка) — селище у складі Тальменського району Алтайського краю, Росія. Входить до складу Новоозерської сільської ради.

## Населення
Населення — 205 осіб (2010; 176 у 2002).
Національний склад (станом на 2002 рік):
- росіяни — 95 %